# Pedro Nolasco Crespo
Pedro Nolasco Crespo (¿? - La Paz, 1807) fue un funcionario colonial que ejerció como Contador de Cajas Reales de la ciudad de La Paz. Es recordado por sus documentos escritos en los que analizó diversos temas, desde descripciones sencillas hasta tratados de la naturaleza.

## Biografía
Pedro Nolasco María Crespo Gómez fue hijo del español Manuel María Crespo y de la limeña Catalina Gómez. El lugar de nacimiento no está claro, según el historiador Nicanor Aranzaes el nacimiento se dio en Buenos Aires, mientras que una investigación de 1923 sitúa el nacimiento en La Paz el 31 de enero de 1754 con su respectivo bautizo el mismo día en la iglesia de San Sebastián.
Sea como fuere, la familia Crespo se trasladó pronto a Lima donde Pedro recibió su educación inicial. En 1775 obtuvo el título de abogado de la Universidad de San Marcos, posteriormente complementó sus estudios en la Universidad de San Felipe en el Reino de Chile.
En 1776, Crespo trató de postular a una cátedra en Lima, pero fue designado por el virrey Manuel de Amat y Junyent como contador de las cajas reales de La Paz. Resulta que habían serias denuncias sobre los oficiales Ignacio Blancader y Francisco Ángel de Rueda acerca del mal manejo de finanzas que ambos personajes llevaban a cabo.
Hacia 1779, Crespo manifestaba la mejora de las finanzas de la ciudad y que el manejo del dinero ya era más controlado. Ese año se dirigió a Potosí junta al coronel Miguel Antonio del Llano para realizar una tarea parecida a la que hizo en La Paz. Las rebeliones indígenas que duraron entre 1780 y 1782 no le permitieron a Crespo volver a La Paz hasta 1783. Al retornar a la ciudad, encuentra que las pocas cosas que tenía habían sido robadas.
En 1785 Crespo realiza un viaje a Madrid llevando despachos oficiales. Debido a sus altos estudios logra un espacio en la corte del rey Carlos III, donde permanece varios años. El 22 de noviembre de 1790 se registra su matrimonio con la española María Antonia Gianini, hija del conde italiano César Gainini Casanova y de Cecilia Laffita Díaz del Castillo, antigua dama de honor de la reina María Amalia de Sajonia. Los rumores de la corte mencionaban a María Antonia como hija ilegítima del rey Carlos III.
Crespo fue designado nuevamente contador de las Cajas Reales de La Paz y partió de regreso a América en diciembre de 1790. Al llegar a la ciudad se estableció en el edificio de las Cajas Reales, en la calle que une la plaza principal con la iglesia de La Merced. El edificio tenía las oficinas y tiendas en la planta baja y la vivienda de la familia se encontraba en el segundo piso. 
En 1791 el gobernador Juan Manuel Álvarez lo designo como su principal asesor, esto le facilitó a Crespo llegar al cargo de gobernador interino por el lapso de 6 meses en 1793. A pesar de ostentar estos cargos, Crespo se mantuvo con un sueldo de 1100 pesos anuales. Es posible que esta situación haya sido conocida por su suegra, la condesa Gianini, quien le escribió al rey Carlos IV el 5 de julio de 1794 solicitando para Crespo el puesto de Oidor en la Audiencia de Charcas, la Audiencia de Chile o en la Audiencia de Lima. Sin embargo, esta solicitud no fue atendida.
En 1799 ocurrió una tragedia en su familia, parte del edificio de las Cajas Reales se vino abajo por la falta de mantenimiento, 3 de los 5 hijos de Crespo murieron aplastados por los muros de la vivienda.
Pedro Nolasco Crespo permaneció en el cargo de Contador de las Cajas Reales hasta su muerte acaecida el 5 de febrero de 1807.

## Documentos
Durante los años que ocupó el cargo de contador, Pedro Nolasco Crespo también se dedicó a la escritura y el análisis de diversos temas, varios de ellos enviados a la sociedad "Amantes del País" fundada en Lima en 1792 y de la que Crespo era parte. 
Entre sus escritos se encuentran:
- Loa que al mérito del brigadier Sebastián de Segurola compuso por vía de epitalamio.
- Nuevas Conjeturas sobre el flujo y reflujo del mar.
- Conjeturas sobre las causas de la decadencia de la vida humana.
- Historia del descubrimiento del cerro de Potosí, fundación de su Imperial Villa, sus progresos y actual estado.
- Conjeturas sobre el origen de los vientos.
- Sobre la senectud de los mortales y medios de rejuvenecerlos.
- Carta proponiendo un proyecto respectivo a la navegación.
- Carta haciendo una relación de una lluvia cinericia acaecida en la ciudad de La Paz en los días 27, 28 y 29 de agosto de 1792.
- Carta apologética de la quina o cascarilla.
- Refutación al sistema copernicano.
- La venganza de una mujer.
- Coca de los Yungas.
- Ruinas de Tiahuanacu.
- Tratado de Teneduría de libros por partida doble y simple para el uso de las cajas reales.
- Tratado de la naturaleza, calidades y grados de árboles, frutos, plantas, flores, animales y otras cosas raras del Perú y sus aplicaciones medicinales por los indios de estos reinos.

Todos estos escritos fueron publicados por el Mercurio Peruano. Si bien ninguno de estos escritos tienen algún aporte científico, quedan como registro del pensamiento colonial en el Alto Perú en el siglo XVIII.

## Descendencia
Pedro Nolasco Crespo tuvo una relación con Petrona Montalvo, oriunda de Moquegua, nunca llegaron a casarse pero la pareja tuvo un hijo:
- José Bernardo, nacido el 8 de noviembre de 1779. Se casó con María Manuela Ortiz hacia 1807 y tuvieron 6 hijos, solo su hijo José Manuel llegó a tener descendencia y fue uno de los principales apoyos militares en el gobierno de Mariano Melgarejo. José Bernardo también tuvo una relación extramatrimonial con la revolucionaria Vicenta Juaristi Eguino con quien llegó a tener dos hijos a los que nunca les dio su apellido.

Crespo y su esposa María Antonia Gianini tuvieron 5 hijos:
- María Gertrudis, nacida en 1791. Murió trágicamente en 1799 cuando parte del edificio donde vivía la familia se desplomó por falta de mantenimiento.
- María Gabriela, nacida en 1793. Tuvo el mismo fin que su hermana mayor.
- Carlota, nacida en 1794. Se casó con el chileno Pedro Espejo y Cienfuegos, tuvieron 3 hijos.
- Andrés, nacido en 1795. Se casó en 1818 con Dionisia Rodriguez, tuvieron 12 hijos.
- María de las Mercedes, nacida en 1797. Murió junto a sus hermanas en 1799.